# Interurban

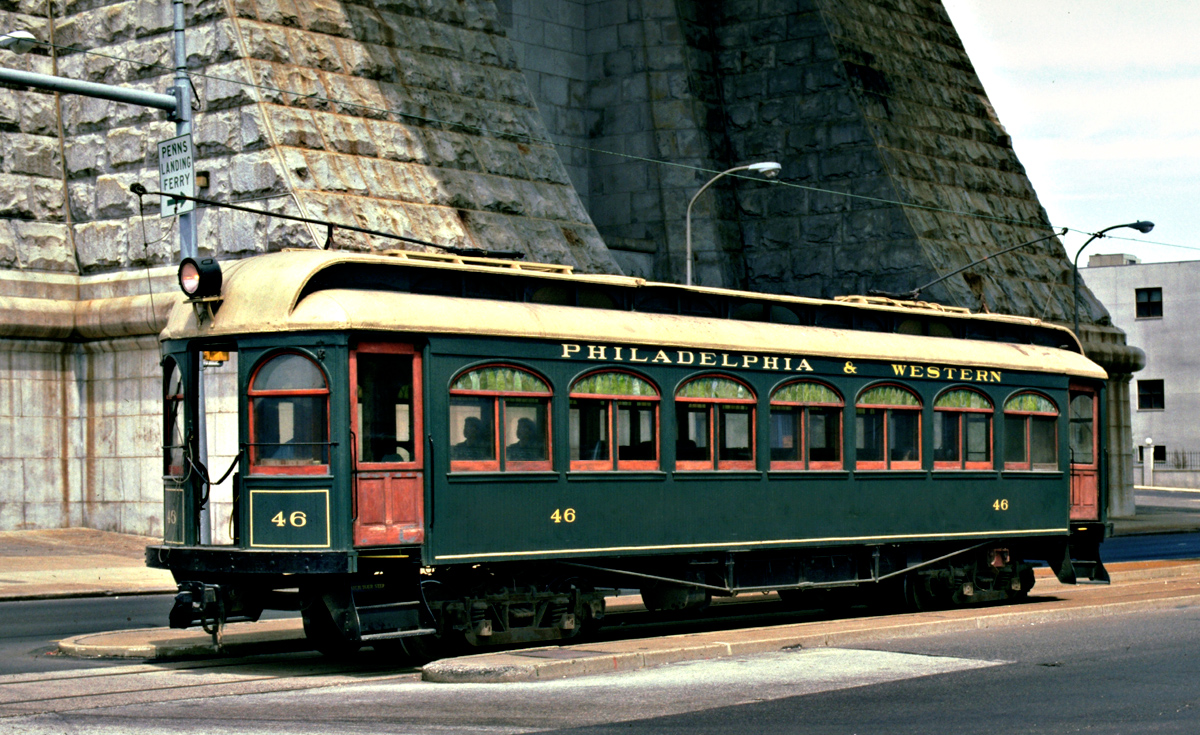
Een Amerikaanse interurban gebouwd in 1907 van de Philadelphia & Western Co., nu in een museum in Philadelphia.

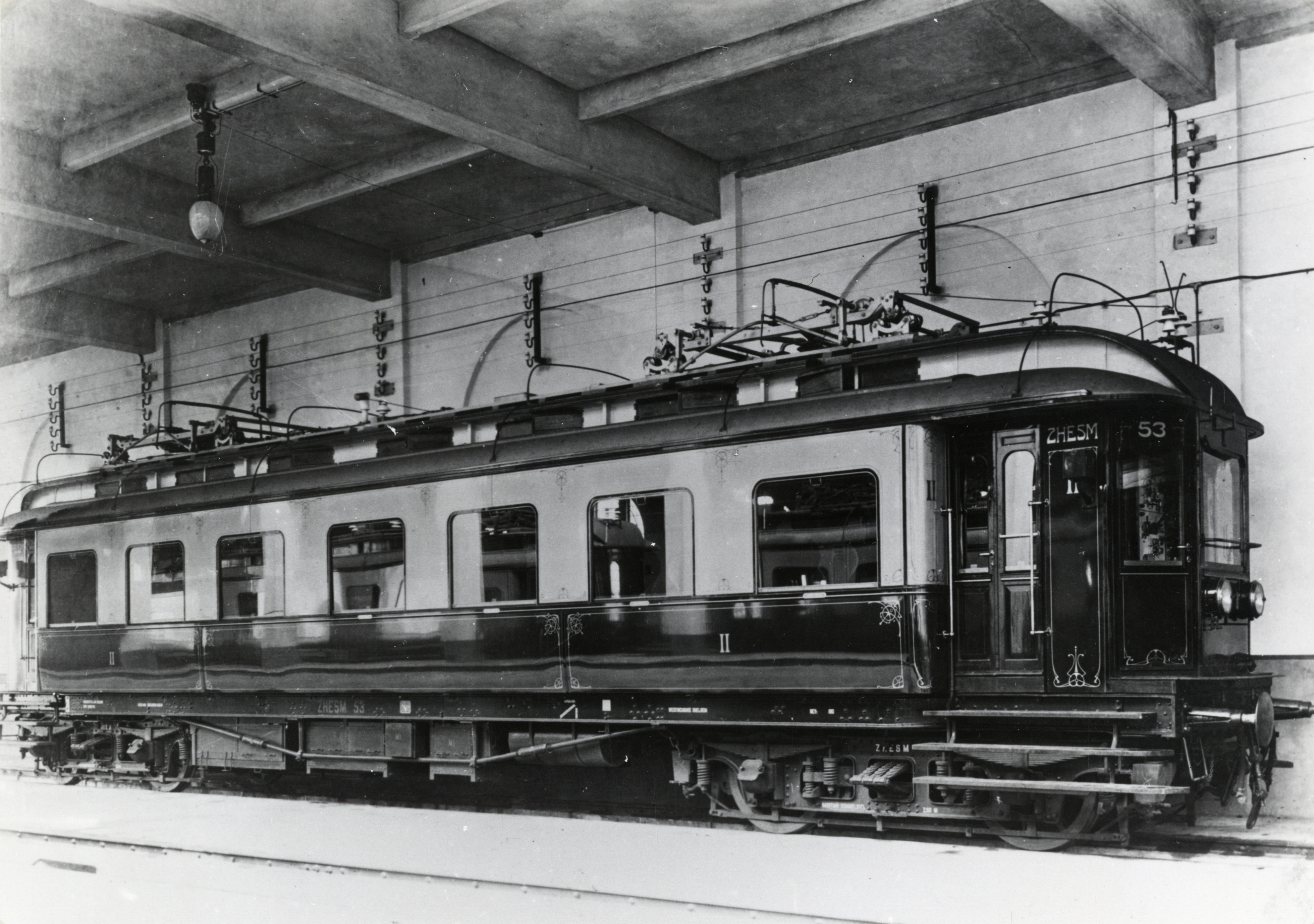
De luxueuze rijtuigen van de Hofpleinlijn waren gebaseerd op een Amerikaans ontwerp

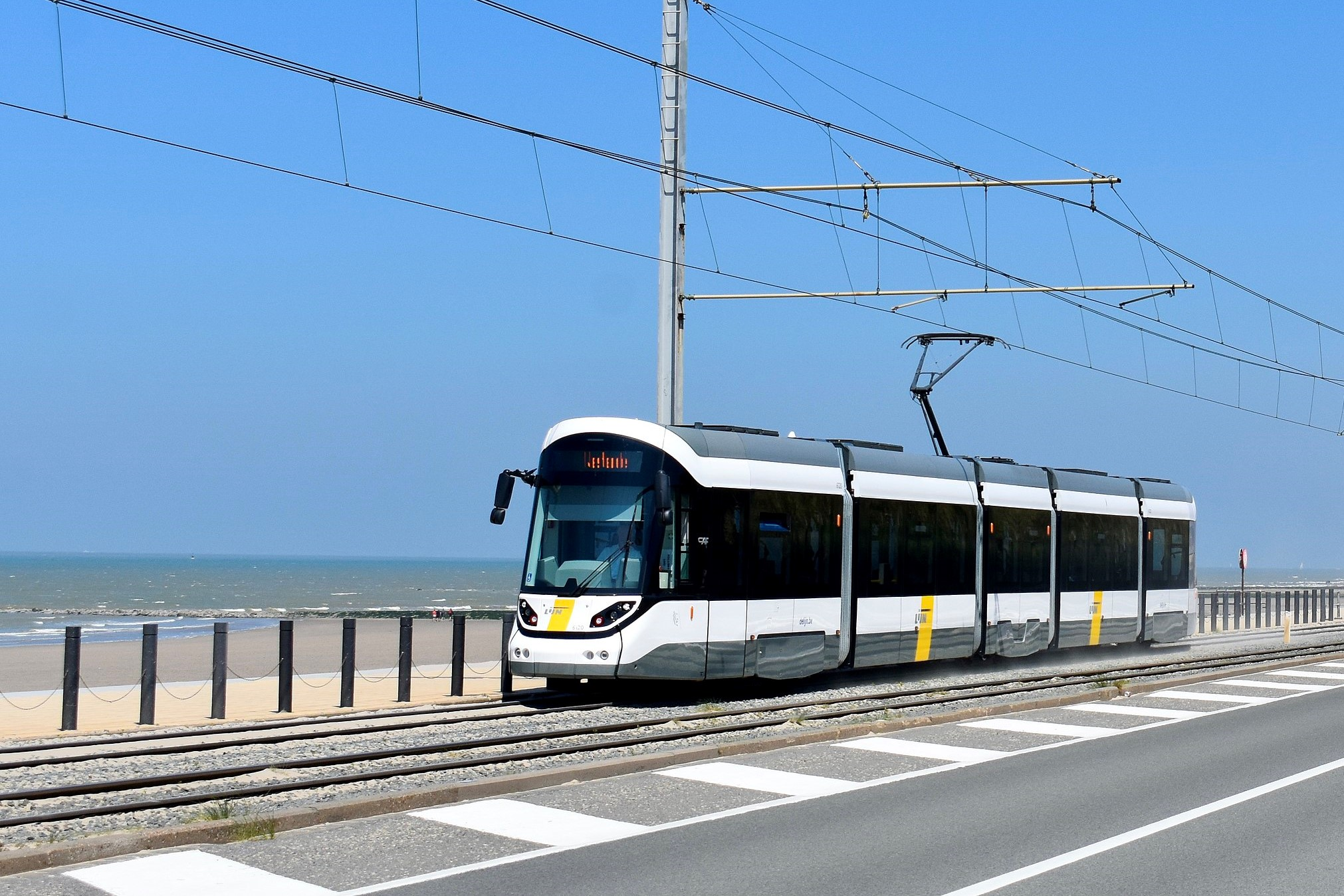
Een tram onderweg op de lange lijn van de Kusttram in België, vroeger onderdeel van de Buurtspoorwegen.

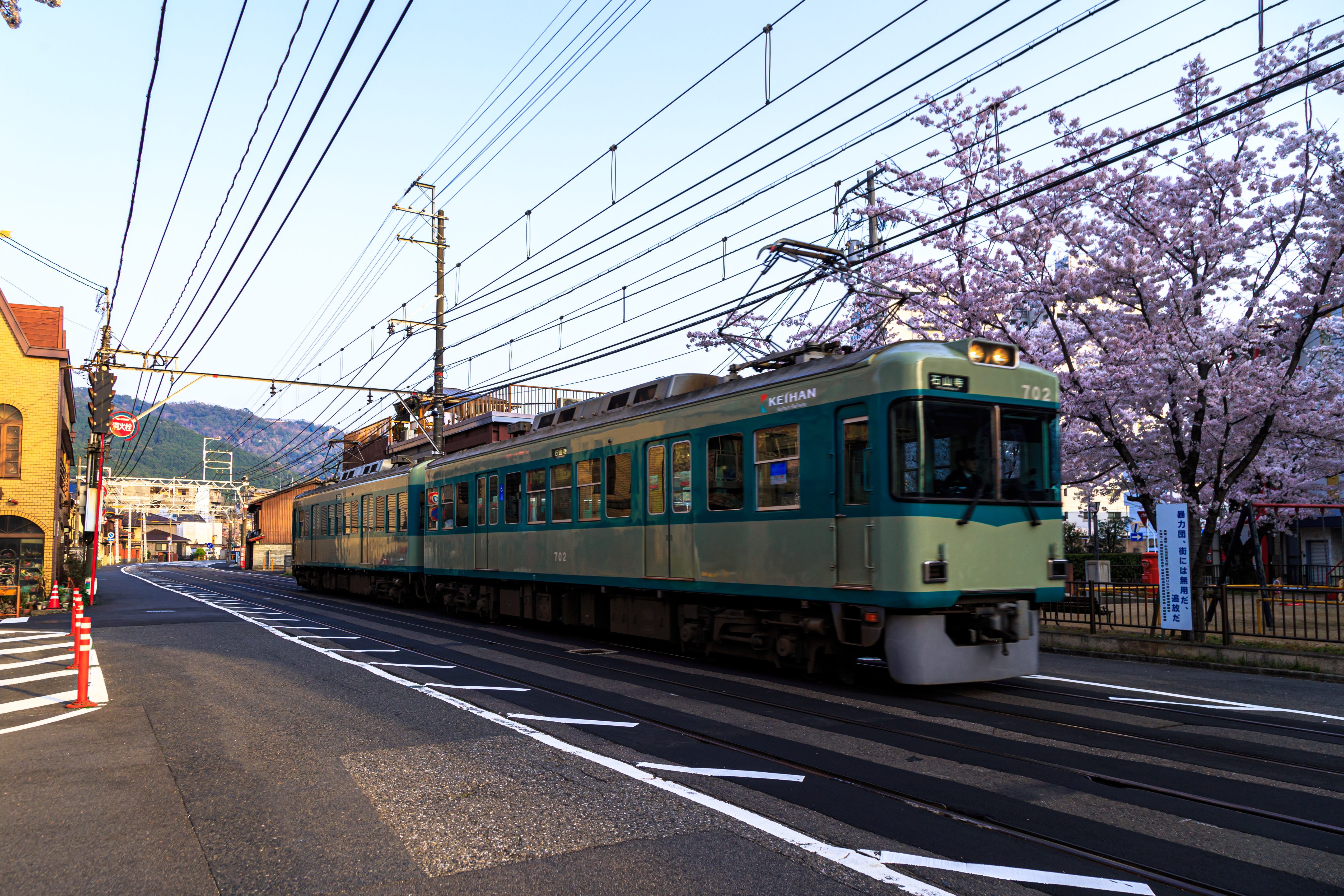
Een voertuig van de Keihan in de regio Otsu op de lijn Ishiyama-Sakamoto.

Een interurban (uit het Latijn, inter = tussen en urbs = stad) is een Amerikaanse term voor een vorm van railvervoer tussen steden en dorpen. In België wordt gesproken over buurtspoorwegen; in Nederland is interlokale tram gangbaar. Duitsland kent een zelfde soort tramlijnen als Überlandstraßenbahn. In Australië is interurban echter de term voor een intercitytrein. In Canada werd het woord interurban gebruikt, maar ook, vooral in de provincie Ontario, radial railway, zoals de elektrische spoorlijnen uit een stad straalden (radiate = uitstralen).
Vooral in de Verenigde Staten was de interurban belangrijk bij de ontwikkeling van het leven buiten de steden. Daar vormt het de schakel tussen tramnetten en het hoofdspoornet. Op het hoogtepunt van deze ontwikkeling waren er meer dan 25.000 kilometer tramlijnen en 10.000 tramwagens. Sommige trams waren in staat meer dan 130 kilometer per uur te rijden en waren uiterst luxueus; er kon soms onderweg worden gedineerd. In grotere steden ontstonden voor deze diensten eigen stationsgebouwen. Het monumentale station van Indianapolis huisvestte zelfs een hotel: er vertrokken per dag ongeveer 500 passagiersdiensten en 100 voor vracht.

## Definitie
Een interurban is een tramlijn die tussen dorpen en steden rijdt. Deze lijnen waren geëlektrificeerd (ver voordat dat met de stoomtreinen gebeurde). De periode waarin de interurban in de Verenigde Staten haar grootste netwerken exploiteerde was tussen 1900 en 1930. De opkomst van de eigen auto en de depressie in de jaren 1930 zorgde voor een snelle aftakeling van de systemen.

### Kenmerken
Een typische interurban was een groot formaat tramlijn; sommige lijnen waren meer dan 150 kilometer lang. De lijnen hadden meestal buiten de steden hun eigen vrije baan dwars door de velden, of naast een buitenweg. Ook reden zij kriskras door het land waardoor sommige bedrijven grote bruggen en viaducten bezaten. Het ging om groot formaat elektrisch materieel met wagens met een lengte tussen de 20 en 30 meter en twee zwaargewicht draaistellen met een lange wielbasis van rond de twee meter. Gebruikelijk bij gewoon trammaterieel was maximaal 1,5 meter.
De bovenleidingsspanning was veelal 600 volt omdat ook van de infrastructuur van stedelijke tramnetten gebruik werd gemaakt. Hieraan was het nadeel verbonden dat er om de 15 kilometer onderstations moesten worden gebouwd omdat de spanning anders te veel zakte om de interurban voort te drijven. Door de spanningsverschillen werd soms wel 50% van het opgewekte vermogen niet gebruikt.
Een spanning van 1200 tot 1300 volt werd geprefereerd. Indien onder 600 volt gereden moest worden, volstond men meestal met het feit dat de interurban dan op halve kracht moest rijden. Dit gebruik werd ook in Den Haag en Duitsland toegepast.
In veel gevallen werden tramtreinen gevormd van twee tot vier wagens aan elkaar. Deze combinaties van soms 100 meter lang reden vaak gewoon midden op straat in dorpen en steden, zonder vrije baan. De voorste motorwagen was vaak een wagen die 'Combine' werd genoemd omdat zij passagiers vervoerde, de post meenam en ook wat vracht kon vervoeren. De elektrische energie werd in bijna alle gevallen met behulp van een 'trolley' van bovenleiding afgenomen. Op beperkte schaal werd ook enkelgeleed materieel ingezet, bijvoorbeeld van de Milwaukee Electric Railway & Light Company.
Het ging meestal het om enkelsporige lijnen en bij haltes kon er gepasseerd worden. In de steden gebruikte de interurban de sporen en de bovenleiding van de stadstram en betaalde voor dit gebruik een soort franchise, tenzij de stadstram bij het interurban-bedrijf hoorde.

## Exploitatie
Bedrijven die interurbans exploiteerden, hadden ook vele nevenbezigheden om er voor te zorgen dat veel passagiers van hun diensten gebruik gingen maken. Zo had de Stark Electric Railway in het noorden van Ohio een groot kunstmatig meer aangelegd, er vis in uitgezet en begon met de verhuur van roeiboten. Iets later kwam er een picknickplaats en een grote dansgelegenheid. In de winter kon het meertje ook dicht vriezen en zo trok de interurban het hele jaar door stadstoeristen voor een dagje uit.
Excursies en dagritjes door het platteland, soms met gebruikmaking van meerdere bedrijven, groeide uit tot een ware industrie. Het voordeel was dat passagiers in de stad konden opstappen en voor relatief weinig geld de hele dag werden rondgereden. Hun geld kon worden besteed bij de amusementsparken met bijvoorbeeld reuzenraden en bij de openluchtconcerten.
Verenigingen huurden speciale treinen af voor vooraf geplande routes; de combinatie van een interurban rit en een boottocht was vooral rond de grote meren populair.
De Lake Shore Electric Railway in Ohio zette rond Toledo en Cleveland 'Theater-Specials' in. In de trein werd de inwendige mens versterkt en speelde een orkest. In de jaren 1920 zette de Chicago North Shore & Milwaukee zogenaamde 'Grand Opera Specials' in. Na de opera werd aan boord een souper geserveerd.
De Cleveland & Southwestern sponsorde een honkbalcompetitie tussen 6 steden, die alle met de interurban konden worden bereikt, en betaalde de zilveren cup die de winnaar na de competitie winnen kon.
De Pacific Electric Railway Co. organiseerde de grootste en voor die tijd duurste excursie. Deze kostte $10.-. De 'Balloon Route Trolley Trip' bestond uit een bezoek aan Hollywood, Sunset Boulevard en de stranden bij Los Angeles. Op de terugweg kon men kiezen uit een bezoek aan de studio van de schilder Paul de Longpré, de Camera Obscura in Santa Monica of een tochtje met een gondel in de grachten van Venice.
In Nederland moet men zich het voorstellen alsof de sneltrein Enschede – Amsterdam bij het Centraal Station afbuigt en het Damrak oprijdt. In veel gevallen was het stadsvervoerbedrijf in handen van het bedrijf dat de interurban exploiteerde én de elektriciteitsvoorziening in de steden en dorpen in handen had. Een praktijk die na de Tweede Wereldoorlog van overheidswege werd verboden.
De ritprijs was vooral lager dan die van de concurrerende spoorlijnen en daar stond tegenover dat de reis meestal langer duurde vanwege de vele haltes onderweg. Wat betreft maximumsnelheid waren beide vervoerstypes aan elkaar gewaagd.
Ten tijde van de afbraak van vele netwerken werden de lijnen door Intercitybussen overgenomen en tegenwoordig bestaan deze lijnen nog slechts tussen de grote steden. Openbaar railvervoer van dorp naar dorp naar kleine stad naar grote stad bestaat niet meer. Omdat tussen de opkomst en neergang van de meeste bedrijven slechts zo'n 35 jaar zit, is er sprake geweest van een aanzienlijke kapitaalvernietiging.
Een bescheiden aantal bedrijven heeft zich tot circa 1960 in een of andere vorm weten te handhaven en een nog kleiner aantal doet nog dienst, vooral voor goederenvervoer.

## Verenigde Staten
De interurban start in de VS rond 1895 haar opmars. In 1900 was er verspreid over het land een netwerk van 3.000 kilometer dat door veel verschillende exploitanten uitgevoerd werd. Het hoogtepunt van de interurbans lag al in 1916. Op dat moment was er 25.000 kilometer interurban in exploitatie. De staten Ohio en Indiana hadden de grootste netwerken gevolgd door Texas en Californië.
De korte maar hevige populariteit van de interurban was vooral te danken aan service, frequentie en de fijnmazigheid van het netwerk. In gebieden met veel verschillende, kleinere dichtbevolkte steden zoals in de staat Ohio, konden veel bedrijven langdurig winstgevend rijden.
In 1924 werd de laatste interurban gebouwd. Eigendom van de San Diego Electric Railway liep zij tussen San Diego, Mission Beach en La Jolla. Koppelingen aan de wagens maakte ze geschikt om in treinen van zes aan elkaar gekoppelde wagens te kunnen rijden.
De Ford Model T zorgde vanaf 1910 voor grote concurrentie vooral toen de wegen tussen de dorpen en steden werden verbeterd. Gedurende de jaren 1920 gingen de eerste bedrijven failliet gevolgd door massale opheffing gedurende de jaren 1930. Veel lijnen werden overgenomen door vrachtvervoerders.
Na de Tweede Wereldoorlog bestonden nog enkele systemen rond Chicago en Los Angeles (de Pacific Electric Railway Co.). In de jaren 1960 werden ook deze bedrijven opgeheven terwijl er, bijvoorbeeld voor de Chicago, North Shore and Milwaukee Railroad, nog luxueus nieuw materiaal was aangeschaft: de zogenaamde 'Electroliners'.

### Huidige lijnen
Van de duizenden kilometers interurban zijn nog enkele restanten in dienst, ook voor goederentreinen. Als dit (midden) op straat is wordt dit een street running train genoemd.
- De Norristown High Speed Line in Philadelphia.
- De South Shore Line - opvolger van de Chicago South Shore and South Bend - tussen Chicago en Michigan City (Indiana). Dit was de laatste "oude" interurban die in 2022 nog op straat reed, met zware lange reizigerstreinen en goederentreinen. In Michigan city. In 2022 is het straatspoor verdwenen wegens spoorverdubbeling op vrije baan.
- Tevens de tot stadstramlijnen verbouwde twee lijnen vanuit Philadelphia naar Media en Sharon Hill.
- De voormalige Oregon Electric Railway, tussen Portland (Oregon) en Eugene, wordt nog voor goederen gebruikt. In diverse plaatsen rijden deze treinen nog op straat. De zijlijn Portland-Hillsboro is nu een sneltramlijn.

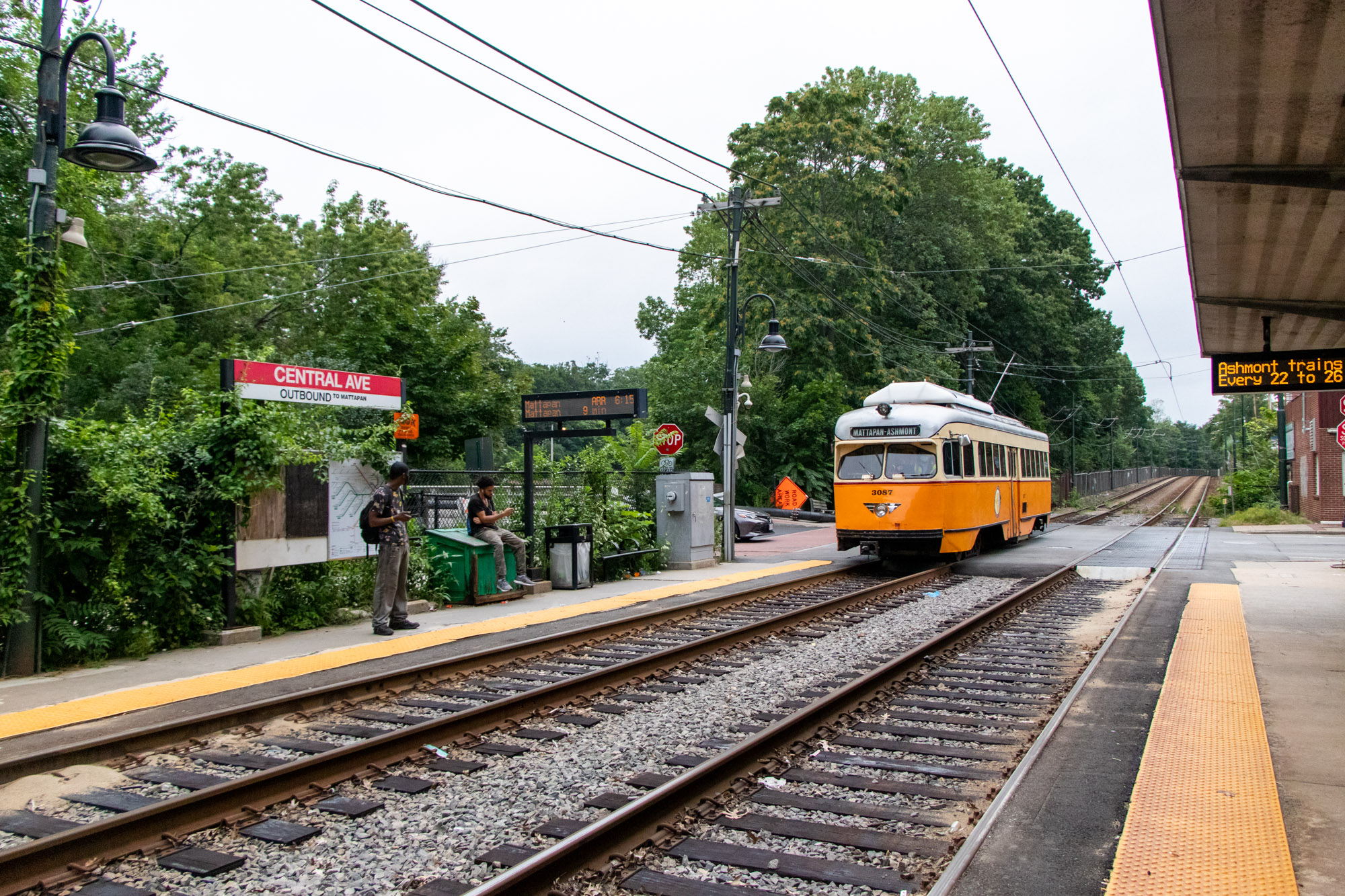
PCC op de Ashmont-Mattapan LIne.

In enkele stedelijke gebieden bestaan nog overblijfselen:
- Tramlijn D in Boston die een deel van de opgeheven Boston and Albany Railroad berijdt;
- De Ashmont-Mattapan Line in Boston;
- De Dyre Avenue Line in New York.
- Delen van de voormalige Pacific Electric zijn later heraangelegd als metrolijn.
- Te Yakima, Washington, is een deel van het interurban - netwerk als elektrische museumlijnen blijven bestaan. De huidige trams zijn niet de originele.[2]

### Belangrijke interurbans in de VS
- Public Service Railroad (of New Jersey) exploiteerde op haar hoogtepunt een net van meer dan 900 mijl interurban- en lokale lijnen die vanuit de steden tegenover Manhattan, N.Y., uitwaaierden.
- De vijf lijnen die samen vanuit Syracuse uitwaaierden en verenigd waren onder de naam 'Beebe Lines', vernoemd naar de spoorwegbaron Clifford D. Beebe. Hoogtepunt van dit imperium was de 88 mijl lange Rochester, Syracuse & Eastern Railroad lijn die geheel dubbelspoor, vrij van overwegen en steile hellingen was. Deze was in 1909 voor het bedrag van $7.000.000 gebouwd en op de lijn werden zware motorwagens ingezet die ieder 4 motoren met ieder 125 paardenkrachten energieopbrengst hadden. De 88 mijl werd in een recordtijd van 2 uur en 50 minuten afgelegd.
- De Allentown-Philadelphia 'Liberty Bell route' werd geheel gebouwd voor tramtreinen die snelheden konden halen van rond de 120 km/u. De kwaliteit van deze lijn was zodanig dat ze het, als een van de weinige interurbans, tot de jaren 1950 volhield.
- De Red Arrow Trolley's die vanaf Philadelphia's 69th Street station uitwaaierden naar Norristown en West Chester waarvan drie lijnen nog bestaan.
- De vier lijnen van Pittsburgh Railways die naar de steden Washington (Penn.), Donora, Charleroi en Roscoe reden waarvan twee lijnen tot ver in de jaren 1960 nog door PCC's werden bediend. Een gedeelte van de lijnen wordt nu nog geëxploiteerd door de opvolger van Pittsburgh Railways.
- De Cincinnati & Lake Erie Railroad, ontstaan uit de fusie van een vijftal bedrijven, stelde reizigers in staat met hoge snelheid tussen Cincinnati en Toledo te reizen. In 1930 werd met nieuw aangeschaft materiaal een wedstrijd tussen deze trams, bijgenaamd 'Red Devils', en een vliegtuig gehouden. De tram won deze op film vastgelegde publiciteitsstunt en bereikte snelheden van 100 mijl per uur. Met dit bedrijf kon men ook driemaal daags tussen Cincinnati en Detroit reizen.
- De Milwaukee Electric Railway & Light Company die vanuit Milwaukee een netwerk van zo'n 200 mijl exploiteerde met lijnen naar Kenosha en Burlington. Dit net, dat tot ver in de jaren 1930 nog werd gemoderniseerd voor hogere snelheden, hield het tot in de jaren 1950 vol.
- Het imperium van William B. McKinley, de Illinois Terminal Railroad.
- Het netwerk van drie grote lijngroepen opererend vanuit Chicago naar Milwaukee, Aurora, Elgin en South Bend: dat van Samuel Insull.
- Amerika's snelste interurban: de lijn van de Galveston-Houston Railway tussen beide steden haalde een gemiddelde snelheid van 40 mijl per uur (de haltes in ogenschouw nemend) met treinen als de 'Galveston Flyer' en de 'Houston Rocket' die in een frequentie van eens per 5 kwartier vertrokken. Het was een van lijnen in de VS die de meeste winst maakte.
- Amerika's langste interurban van de Sacramento Northern Railway die een dienst exploiteerde van San Francisco via Sacramento naar Chico, een afstand van meer dan 200 mijl.
- De Pacific Electric Railway, een van Amerika's grootste netwerken rond Los Angeles. Het 'Huntington Empire'.
- Plus:
  - West Penn Railways in Pennsylvania;
  - Washington, Baltimore & Annapolis Railroad;
  - Piedmont & Northern Railway in North- en South Carolina;
  - Cleveland, Southwestern & Columbus Railway;
  - Union Traction Company in Indiana;
  - Terre Haute, Indianapolis & Eastern Traction Company in Indiana;
  - Detroit United en Michigan Railways in Michigan;
  - Texas Electric Railway;
  - Portland Traction Co.

## Europa
Ook in Europa is het fenomeen interurban terug te vinden. De wijze waarop verschilde sterk van de Amerikaanse. In Europa kwamen de bedrijven later tot ontwikkeling, was het materieel veel lichter, de routes meestal korter en er bleven meer routes en systemen bewaard. De hieronder beschreven bedrijven doen qua dimensies, lengte en omzet onder voor de Amerikaanse interurban.
In Europa werden eerst alle stedelijke trambedrijven ontwikkeld waarna sommige grotere agglomeraties ontstonden die door interurban-achtige lijnen met elkaar werden verbonden. Op het moment dat de interurban in de VS al aan zijn einde raakte en massaal werd opgeheven, werden in Europa nog vele lijnen gebouwd. Een voorbeeld hiervan zijn de lijnen vanuit Düsseldorf naar Krefeld en Duisburg in Duitsland en de lijnen van Den Haag naar Leiden en Delft.

### Nederland
In Nederland beleefde de interlokale tram een hoogtepunt vanaf 1920 om eind jaren 1950, begin 1960, voor het grootste deel te worden opgeheven. In Nederland valt de interlokale tram onder de Spoorwegwetgeving waardoor bijvoorbeeld voor op de tram een A-lichtsignaal moest worden getoond en de wagens voorzien moesten zijn van een fluit, tweetonige hoorn of toeter.
Voorbeelden van interlokale tramlijnen die op interurbans leken waren de Blauwe Tram (NZH) die op haar hoogtepunt lijnen van Amsterdam naar Haarlem en Zandvoort en naar Purmerend/Volendam exploiteerde. Tevens bestond er vanuit Haarlem de 'Bollenlijn' naar Leiden. Vanuit Den Haag reed de Blauwe Tram naar Scheveningen en via Voorburg naar Leiden. Dit laatste netwerk had een andere feitelijke overeenkomst met de Amerikaanse interurban: concurrentie met de lokale HTM.
De Gele Tram werd door de Haags(ch)e Tramweg Maatschappij (HTM) geëxploiteerd en had op haar hoogtepunt drie lijnen. Van Den Haag kon men naar Delft (lijn I-1), Voorburg (lijn I-3), Wassenaar (lijn I-4) en Leiden (lijn I-2)(I-4 was een kort-traject-dienst op lijn I-2).
De Limburgse Tramweg Maatschappij (LTM) had in het Nederlands-Duitse grensgebied tramlijnen rond Heerlen en Kerkrade en Sittard. In Kerkrade kon worden overgestapt op lijnen naar het Duitse Aken.
De opgeheven ZHESM-lijn 'Hofpleinlijn' van Scheveningen langs Wassenaar naar Den Haag HS enerzijds en richting Voorburg anderzijds en het bijbehorende nog bestaande deel tussen Den Haag en Rotterdam zouden door Amerikaanse ogen als ex-interurbans worden gezien, vooral vanwege het oorspronkelijke materieel naar Amerikaans model. De Hofpleinlijn is in 2006 omgebouwd naar de E-lijn van RandstadRail, en in Rotterdam gedeeltelijk opgeheven.
De Zoetermeerlijn tussen Den Haag en Zoetermeer is geen interurban; zij is ooit ontworpen als een stadsspoorlijn met beveiligingseisen die voldoen aan de eisen zoals die in de Spoorwegwetgeving worden gesteld. Er reden tot 2006 dan ook treinen. Interessant is dat hier sprake is van een omgekeerde ontwikkeling, want in 2006 heeft RandstadRail ook hier de exploitatie overgenomen en komt een koppeling tot stand tussen stadstramnet en interlokaal vervoer: hét kenmerk van een interurban.
- Wat nog over is in Nederland: HTM tramlijn 1 - tussen Delft en Scheveningen - is de enige lijn die nog over is van de vroegere lijnen. Het interlokale karakter is echter, door oprukkende bebouwing, alleen nog enigszins aanwezig tussen Rijswijk en Delft.
- De rails op de voormalige route van lijn I-3 tussen Rijswijk Herenstraat en Voorburg station zijn nog aanwezig en bruikbaar maar worden niet regulier gebruikt. Van het materieel zijn 2 motorwagens en 1 aanhangrijtuig bewaard.

### België
Vanaf 1885 ontstond in België een fors tramnetwerk met verbindingen tussen bijna alle steden en dorpen die geëxploiteerd werden door de Nationale Maatschappij van Buurtspoorwegen (NMVB). De naam Buurtspoorweg is het Belgische equivalent van de interurban.
Deze "boerentram" was overal tussen Luik en de Belgische kust en tussen Antwerpen en Charleroi te vinden. Na de Tweede Wereldoorlog werden tot de jaren tachtig bijna alle lijnen van het eens meer dan 4800 kilometer grote netwerk opgeheven. De Vlamingen noemden hun Buurtspoorweg liefkozend 'onze(n) tràm'.
- Wat nog over is in België: De 'Kusttram' bestaat nog, een 67 kilometer lange tramlijn langs de gehele Belgische kust (Knokke – Oostende – De Panne). Dit was tot in de 21e eeuw de langste tramlijn ter wereld. Daarnaast is er nog een lijn van Charleroi naar Anderlues. Deze lijn verloopt gedeeltelijk via een voormalige buurtspoorweglijn die nog steeds veel enkelspoor heeft, en gedeeltelijk via de zogenaamde Métro Léger de Charleroi. Het stelsel in Charleroi vormt een uitgebreid sneltramsysteem op viaducten en in tunnels. Er zijn gedeeltes nooit afgewerkt of in gebruik genomen zijn of zelfs niet zijn aangelegd. De voormalige lijn tussen Charleroi en Gosselies is in 2013 in gewijzigde vorm heropend. Zie ook de Grote nutteloze werken. En er zijn museumlijnen in Wallonië, niet in Vlaanderen.

### Duitsland
Duitsland was tussen 1915 en 1960 het Europese land met de meeste interurbanachtige verbindingen. Na 1960 was er sprake van een opheffingsgolf, waardoor vele bedrijven verdwenen of sterk werden uitgedund.
Voorbeelden van interlokale tramlijnen die op interurbans leken was het netwerk in het Ruhrgebied dat het grootste aaneengesloten netwerk van Europa was en is. Karakteristiek voor het Ruhrgebied was de exploitatie van de lijnen met normaal trammaterieel. Zelden kwam er materieel aan te pas dat enigszins de Amerikaanse proporties benaderde.
Dit was wel het geval bij de lijnen van Düsseldorf naar Krefeld en Duisburg, geëxploiteerd door de Rheinische Bahngesellschaft.
Ook de geografisch buiten het Ruhrgebied liggende lijnen van Keulen naar onder meer Porz, Bonn (de Köln Bonner Eisenbahn), Leverkusen en Bensberg werden met fors trammateriaal geëxploiteerd.
Dezelfde situatie bestond rond Aken waar een netwerk van meer dan 200 kilometer de omringende dorpen met Aken verbond. Er waren ook lijnen naar Eupen (België), Vaals en langs de Nederlandse grens naar Kerkrade.
Een netwerk van interlokale verbindingen ontstond ook in de stedendriehoek Mannheim/Ludwigshafen en Heidelberg/Weinheim dat geëxploiteerd werd door de OEG (Oberrheinische Eisenbahn Gesellschaft). Deze lijnen zijn geïntegreerd in het stadsvervoer. Ten westen van Ludwigshafen ontstond een nog bestaande interlokale tram naar het luxe vakantieoord Bad Dürkheim van de RHB (Rhein Haardt Bahn). Al deze lijnen zijn nu in één vervoerregio geïntegreerd: het Verkehrsverbund Rhein-Neckar.
Rond Frankfurt am Main ontstonden naar de noordelijke voorsteden interlokale lijnen die later in het stadsnet en de U-Bahn werden opgenomen.
Rond Karlsruhe is later in 20 jaar tijd een regionaal sneltramnet uit de grond gestampt. Bestaande spoorlijnen van de DB (Deutsche Bahn) werden opgekocht en geëlektrificeerd en er is een netwerk van meer dan 400 kilometer ontstaan waarbij alle tramlijnen in het stadscentrum van Karlsruhe bijeen komen. Er zijn onder meer lijnen naar Pforzheim, Bad Herrenalb, Baden-Baden, Heilbronn en Wörth.
Ook in Saarbrücken bestaat sinds 1997 een soortgelijk vervoersysteem, maar met minder lijnen.
Rond 2005 heeft de integratie van een aantal spoorlijnen met het plaatselijke tramnet rond de stad Kassel plaatsgevonden.
Rondom Chemnitz is in 2022 opnieuw over een spoorlijn een tram-train gaan rijden. Hier met hybride trams, omdat de spoorlijn niet elektrisch is.

### Frankrijk
In Frankrijk deed de elektrische stadstram al vroeg zijn intrede. Veel interlokale lijnen waren uitlopers daarvan. Naar voorbeeld van Parijs werden vanaf 1938 al veel lijnen opgeheven. Sinds de "herontdekking" van de tram hebben steeds meer steden weer een tramnet gekregen, soms ook met interlokale lijn(en). In moderne vorm is de interurban dus ook hier teruggekeerd. Enkele lijnen bleven wel bestaan, maar hebben door de verstedelijking geen interurban karakter meer.

### Hongarije
In 2021 is als moderne interurban de tram-trein-dienst tussen Szeged en Hódmezövásárhely gaan rijden. Met hybride trams omdat de spoorlijn niet elektrisch is.

### Oostenrijk
De bekendste interurban-/lokaalspoorwegen zijn die van Stern und Hafferl. In 1894 werd de eerste lijn geopend; de stadstram van Gmunden. De meeste van deze lijnen wisten door zuinigheid te overleven; er werd en wordt daarom met tweede- en derdehands-materieel gereden, dat soms inmiddels 60 à 70 jaar oud is. De huidige lijnen zijn:
- Linzer Lokalbahn (nu met moderne treinen)
- Lambach-Vorchdorf (tot 2026 nog met kleine treinen uit 1953-1956)
- Vorchdorf-Gmunden (na meer dan 100 jaar planning is deze lijn in 2018 gekoppeld aan de tram van Gmunden. Sindsdien rijden er moderne trams.)
- Vöcklamarkt-Attersee (hier rijden nu dezelfde moderne trams als bij en in Gmunden)

### Polen
Op hun hoogtepunt hadden de gezamenlijke trambedrijven rond de Poolse stad Katowice in Silezië 60 tot 70 tramlijnen die alle dorpen en stadjes in een ruime omgeving van Katowice met elkaar verbonden. Op het hoogtepunt rond 1930 had dit net een lengte van meer dan 500 kilometer. Katowice was en is verbonden met onder meer Bytom, Będzin, Chorzów en Sosnowiec. Een nadeel was en is dat er veel moe(s)t worden overgestapt en dat het netwerk, tot op de dag van vandaag, uit zeer veel korte lijnen bestaat. Dit kwam ook doordat er tot 1952 geen uniforme spoorbreedte was. De huidige exploitant – de Tramwaje Śląskie S.A. – wil dit op termijn veranderen zodat rechtstreekse verbindingen ontstaan.
Rond Łódź werd intensief van het begrip interurban gebruikgemaakt met nog tot ver in de jaren 1980 5 lijnen naar Ozorków, Pabianice, Lutomiersk, Aleksandrów en Tuszyn (alle tussen de 10 en de 24 kilometer van Łódź verwijderd). De eerste drie bestaan nog steeds, maar zijn tijdelijk of permanent buiten gebruik anno december 2021. In december 2022 is de lijn richting Ozorkow weer gaan rijden, zij het tot aan Zgierz (korte zijlijn). Herstel van de hele lijn naar Ozorkow zit er niet in, maar wellicht komt er later wel een deel bij Zgierz in dienst.

### Spanje
Net als de Vlaamse Kusttram is de lijn tussen Palma en Soller op het eiland Mallorca een bekende toeristische attractie. Groot verschil is dat er op de Spaanse lijn geen modern materieel is; De houten motorwagens uit 1929 doen nog steeds dienst. Om van Soller naar Port Soller te komen dient men over te stappen op kleine historische trams. Te Port Soller is dit ook een tramlijn met zicht op zee.

### Verenigd Koninkrijk
Het oudste en enige oorspronkelijke voorbeeld is de beroemde Manx Electric Railway op het eiland Man. Er is uitsluitend oud materieel, en ook de oudste trams uit het openingsjaar 1893 rijden soms nog. Toeristische attractie.

### Zwitserland
Dit is het land met de meeste interurbans die behouden zijn, zij het in moderne vorm. De interurban kenmerken zijn soms niet meer zo aanwezig. Maar toch zijn er nog tal van lijnen die veel aan de zijkant van de weg rijden op enkelspoor, en op sommige plaatsen (midden) op straat, ook tegen het verkeer in. Enkele voorbeelden:
- BLT tramlijn 10 is de langste tramlijn van Zwitserland, maar voorheen waren het twee smalspoorlijnen.
- Bern-Worb (elektrische tram sinds 1907)
- Bern-Solothurn
- Solothurn-Niederbipp
- Niederbipp-Langenthal
- Langenthal-St. Urban
- Waldenburger bahn (rijdt sinds 2022 met trams)
- Aarau-Schöftland
- Aarau-Menziken
- Bremgarten-Wohlen
- Forchbahn
- Trogenerbahn
- Appenzellerbahn
- Frauenfeld-Will
- Lausanne-Bercher
- Aigle-Les Diablerets
- Aigle-Champery
- Aigle-Villars sur Ollon
- Chur-Arosa (*)
- La-Chaux-De-Fonds - Le Noirmont
- Ins-Biel
- St. Moritz-Tirano(*) (Italië)

(*) = Hier rijden zware treinen met locomotieven, ook op straat. Op de andere lijnen rijden "lighttrains" en in sommige gevallen trams.

## Japan

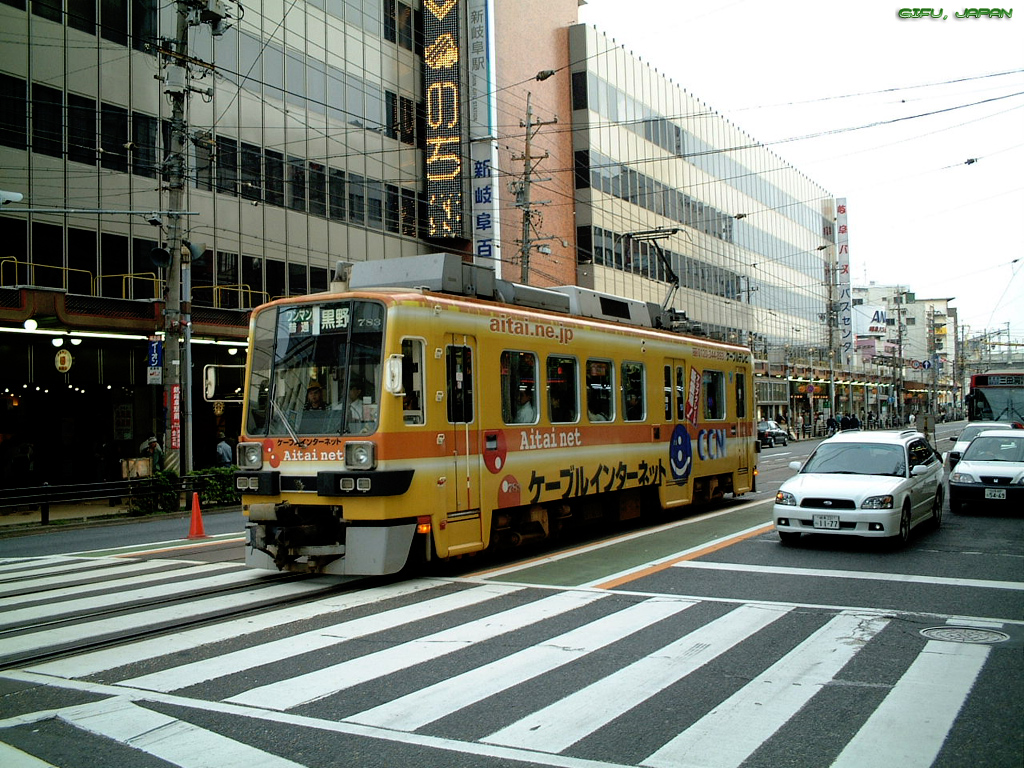
Een typische Japanse interurban, in dit geval een lijn in Gifu, 2002. De lijnen in deze stad zijn opgeheven.

Interlokale tramlijnen, veelal in privéhanden, bepalen nog voor een groot gedeelte het railvervoer rond grote steden. Deze zijn vaak eigendom van één groot bedrijf dat ook supermarkten, warenhuizen en vastgoed exploiteert en ontwikkelt. De interlokale lijn rijdt dan bij wijze van spreken de winkels in. In Himeji (station Sanyo-Himeji) is hier een voorbeeld van. De "interurban" (lokaaltrein) komt op de derde etage binnen en men stapt op de delicatessenafdeling uit.
De karakteristieken van een interurban – enkelspoor, aan de rand van de weg – zijn in Japan veelal verdwenen omdat de meeste steden aan elkaar zijn gegroeid. Rond Kioto en ook in Osaka zijn nog voorbeelden te vinden. In Gifu is het netwerk in 2005 opgeheven. Te Otsu rijden twee interurbans van de Keihan Ishiyama-Sakamoto-lijn en de Keihan Keishin-lijn op straat en komen samen in station Biwako-Hamaotsu.
In Fukui reden ook interurban-treinen, maar die zijn vervangen door lagevloertrams (Fukui Railway Fubukulijn).
De Enoshima Electric Railway rijdt tussen station Enoshima en station Koshigoe als een interurban door een krappe straat (Enoden-lijn).
In Hiroshima rijdt de interlokale 25 kilometer lange lijn naar Miashjima.
Een ander voorbeeld is de Tosa Electric Railway bij Kochi die met klassieke trams rijdt en veel enkelspoor kent langs de weg, maar ook door een krappe straat. De lijn Ino - Kochi - Gomen is circa 25 kilometer lang, inclusief de korte stadslijn in Kochi.

## Overige
Veelal rond (zeer) grote steden in alle andere delen van de wereld ontstonden interurban-achtige ontwikkelingen. In Canada is de vergelijking met Amerikaanse systemen het grootst. In Australie is de Glenelg tramlijn een overblijfsel van een interurban, van 1929-2006 gereden met zware H-class trams maar sindsdien met moderne lagevloertrams.
Rond Buenos Aires en andere Zuid-Amerikaanse steden bestonden grote netwerken die Amerikaanse steden als voorbeeld dienden. In Egypte trof men tot 2019 in Caïro nog een voorbeeld aan. Nieuwe tramsystemem zouden gepland zijn.
De grote railsystemen rond de grootste Russische steden hadden ook vele interlokale lijnen. Juist door de groei van die steden is er van het begrip interlokale tramlijn geen sprake meer en zijn de nog bestaande lijnen niet meer dan korte lijnen die naar het eerste metrostation rijden.